# San Pietro in Montorio (titre cardinalice)
Le titre cardinalice de San Pietro in Montorio (Saint-Pierre de Montorio) a été institué le 13 avril 1587 par le pape Sixte V dans la constitution apostolique Religiosa. Il est attaché à l'église homonyme située dans le rione Trastevere à Rome.

## Titulaires
| - Costanzo da Sarnano, O.F.M.Conv. (1587-1595) - Guido Pepoli (1596-1599) - Domenico Toschi (1599-1604) et (1610-1620) - Anselmo Marzato, O.F.M.Cap. (1604-1607) - Maffeo Barberini (1607-1610), futur pape Urbain VIII - Cesare Gherardi (1621-1623) - Giovanni Doria (1623-1642) - Gil Carrillo de Albornoz (1643-1649) - Camillo Astalli-Pamphili (1650-1663) - Celio Piccolomini (1664-1681) - Marco Galli (1681-1683) - Leandro Colloredo, C.O. (1686-1689) - Johannes van Goes (1689-1696) - Domenico Maria Corsi (1696-1697) - Baldassare Cenci (1697-1709) - Antonio Francesco Sanvitale (1709-1714) - Bernardino Scotti (1716-1726) - Marco Antonio Ansidei (1728-1729) | - Francesco Scipione Maria Borghese (1729-1732) - Vincenzo Bichi (1732-1737) - Joseph Dominicus von Lamberg (1740-1761) - Leopold Ernst von Firmian (1782-1783) - Rodolphe d'Autriche (1819-1831) - Antonio Tosti (1839-1866) - Paul Cullen (1866-1878) - Francisco de Paula Benavides y Navarrete (1879-1895) - Bienheureux Ciriaco María Sancha y Hervás (1895-1909) - Enrique Almaraz y Santos (1911-1922) - Enrique Reig y Casanova (1922-1927) - Raymond-Marie Rouleau, O.P. (1927-1931) - Isidro Gomá y Tomás (1935-1940) - Enrique Plá y Deniel (1946-1968) - Arturo Tabera Araoz, C.M.F. (1969-1975) - Aloísio Lorscheider, O.F.M. (1976-2007) - James Francis Stafford (2008-) |